# (3256) Daguerre
(3256) Daguerre – planetoida z grupy pasa głównego asteroid okrążająca Słońce w ciągu 4 lat i 231 dni w średniej odległości 2,78 j.a. Została odkryta 26 września 1980 roku w Lowell Observatory (Anderson Mesa Station) przez Briana Skiffa i Normana Thomasa. Nazwa planetoidy pochodzi od Louisa Daguerre (1787-1851), francuskiego malarza oraz chemika-wynalazcy. Przed nadaniem nazwy planetoida nosiła oznaczenie tymczasowe (3256) 1981 SJ1.